# Chanson de Paris
Pour le film de Jacques de Baroncelli, voir Chansons de Paris.
Pour plus de détails, voir Fiche technique et Distribution.
Chanson de Paris (Song of Paris) est un film britannique réalisé par John Guillermin, sorti en 1952.

## Fiche technique
- Titre : Chanson de Paris[1]
- Titre original britannique : Song of Paris
- Réalisation : John Guillermin
- Scénario : Allan MacKinnon et William Rose
- Musique : Bruce Campbell
- Photographie : Ray Elton
- Montage : Robert Jordan Hill et Sam Simmonds
- Production : Roger Proudlock
- Société de production : Roger Proudlock Productions
- Pays :  Royaume-Uni
- Genre : Comédie
- Durée : 83 minutes
- Date de sortie : 
  - Royaume-Uni : 17 avril 1953
  - France : 20 janvier 1956[1]

## Distribution
- Dennis Price : Matthew Ibbetson
- Anne Vernon : Clémentine
- Mischa Auer : le comte Marcel de Sarilac
- Hermione Baddeley : Mme. Ibbetson
- Brian Worth : Jim Barret
- Joan Kenny : Jenny Ibbetson
- Marcel Poncin : Martin